# Cidade dos Homens (film)
Cidade dos Homens (internationaal ook verschenen als City of Men) is een Braziliaanse misdaad-dramafilm uit 2007 onder regie van Paulo Morelli. De productie is een filmversie van de gelijknamige Braziliaanse serie die op haar beurt volgde op de film Cidade de Deus (alias City of God). Cidade dos Homens is verhaaltechnisch geen vervolg daarop.

## Verhaal
Acerola (Douglas Silva) en Laranjinha (Darlan Cunha) zijn twee bijna volwassen jongens die samen zijn opgegroeid in een favela van Rio de Janeiro. Ze hebben allebei hun vader nooit gekend. Acerola heeft zelf samen met zijn vriendin Cris (Camila Monteiro) inmiddels ook per ongeluk een zoontje verwekt, genaamd Clayton, waarvoor hij er zelf wel altijd wil zijn. Laranjinha nadert daarentegen zijn achttiende verjaardag en wil eindelijk weleens weten wie zijn vader is of was en gaat naar hem op zoek.
Laranjinha is verliefd op het meisje Camila (Naima Silva), die opgroeide zonder ouders onder het wakende oog van haar broer Fiel (Luciano Vidigal). Hij is een van de mannen van de lokale drugsbaas (en Laranjinhas neef) Madrugadão (Jonathan Haagensen), die de heuvel waar ze allemaal wonen 'bezit'. Hij doet dit met harde hand en verraad of foutjes worden met de dood bekocht. Zijn rechterhand Nefasto (Eduardo 'BR' Piranha) bereidt achter zijn rug om niettemin een coup voor waarin hij de macht over de heuvel wil overnemen. Wanneer Madrugadão hem opdraagt Fiel te laten 'verdwijnen', vermoordt hij hem daarom niet. In plaats daarvan lijft hij hem in bij zijn nieuwe bende en draagt hem op ervoor te zorgen dat Madrugadão niet te weten komt dat hij nog leeft voor ze samen de macht daadwerkelijk met geweld overnemen.
Acerola ziet op een avond niettemin Fiel voorbijlopen in een straat en vertelt dit aan zijn beste vriend Laranjinha, die moet zweren het niet door te vertellen. Laatstgenoemde weet niettemin dat Camila dolblij zal zijn om te horen dat haar broer nog leeft en dat hij indruk op haar kan maken met dit nieuws. Kort nadat hij haar toch over Fiel vertelt, breekt de bende-oorlog om de macht in de favela uit en loopt iedere toevallige omstander levensgevaar. Fiel verklaart daarbij ook Acerola tot doelwit omdat hij denkt dat die hem verraden heeft. De enige plek waar Acerola nog terechtkan dan is in de bende van Madrugadão. Daar leert hij nieuwe feiten over zijn en Laranjinhas vaders.

## Rolverdeling
- Douglas Silva - Acerola
- Darlan Cunha - Laranjinha
- Jonathan Haagensen - Madrugadão
- Rodrigo dos Santos - Heraldo
- Camila Monteiro - Cris
- Naima Silva - Camila
- Eduardo 'BR' Piranha - Nefasto
- Luciano Vidigal - Fiel
- Pedro Henrique - Caju
- Michelle Cardoso - Valéria
- José Mario Farias - Helinho
- Michel Gomes - Fininho
- Eber Inacio - Zézé
- Fábio Lago - Ceara
- Sônia Lino - Esmeralda
- Vendedora Loja - Carolina Bezerra
- Kamilla Rodrigues - Tina
- Luisao Seixas - Pedrelia